# Panadura
Panadura är en ort i Sri Lanka.   Den ligger i provinsen Västprovinsen, i den sydvästra delen av landet, 25 km söder om huvudstaden Colombo. Panadura ligger 10 meter över havet och antalet invånare är 33 735.
Terrängen runt Panadura är mycket platt. Havet är nära Panadura åt sydväst. Runt Panadura är det mycket tätbefolkat, med 2 345 invånare per kvadratkilometer. Närmaste större samhälle är Moratuwa, 7,0 km norr om Panadura. 